# Deltocephalus mystax
Deltocephalus mystax är en insektsart som beskrevs av Hamilton och Ross 1975. Deltocephalus mystax ingår i släktet Deltocephalus och familjen dvärgstritar. Inga underarter finns listade i Catalogue of Life.